# Academie Minerva

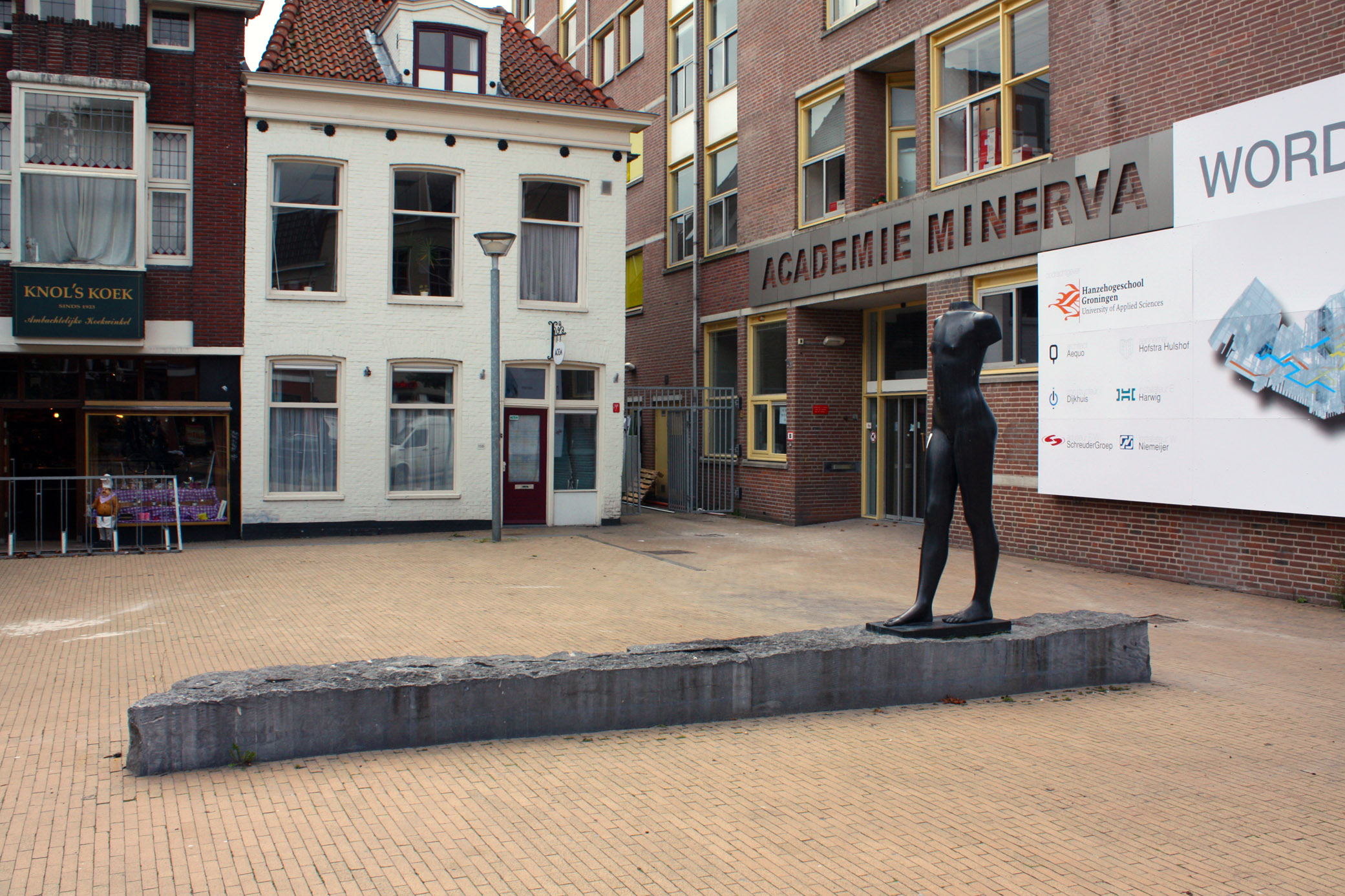
Stap, de Peter Stut & Eja Siepman van den Berg devant l'Académie.

L'Academie Minerva est une école d'art néerlandaise.
Cette institution a été fondée en 1798 dans la ville de Groningue. C'est une école de beaux-arts, d'arts appliqués et de design, et une structure de la Hanze University Groningen. Elle propose deux filières principales : la pratique des beaux-arts et du design, et la formation à l'enseignement des beaux-arts et du design.

## Anciens élèves
Liste